# Mořský geus
Mořský geus (též psáno Mořský géz, v německém originále Der Meergeuse) je romantická opera o 3 dějstvích českého skladatele Františka Škroupa (op. 34, Plavec 91) na libreto německého básníka Johanna Carla Hickela. Premiéru měla dne 29. listopadu 1851 v pražském Stavovském divadle.

## Vznik a charakteristika díla
Po neúspěchu Drahomíry (1848) se František Škroup při hledání námětu pro novou operu obrátil k mezinárodní látce, v modernějším stylu velké výpravné opery propojující individuální a kolektivní osudy. Libreto mu dodal básník Carl Johann Hickel (1811-1855), který úzce spolupracoval se Stavovským divadlem a se Škroupem spolupracoval již při řadě dřívějších příležitostí (slavností scéna Die Weihe der Kunst při nastoupení nového vedení divadla v roce 1846, slavnostní scéna Österreiches Sterne při nastoupení císaře Františka Josefa I. 17. prosince 1848).
V souladu se svým demokratickým přesvědčením dodal Hickel Škroupovi libreto v revolučním duchu roku 1848. Námět Mořského geuse je vzat z raně novověkých nizozemských dějin a jeho předmětem je zápas nizozemských povstalců – gézů – proti španělské nadvládě. S bojovníky za svobodu podporovanými lidem je kontrastována nejen cizí moc prosazovaná hrubým násilím, zosobněná španělským důstojníkem donem Sandovalem, ale též domácí elita ochotná s ní spolupracovat (místodržící Griethuizen) i apatická střední vrstva národa (hostinský Vangrip). Po osvědčeném vzoru například Meyerbeerových Hugenotů je tento celospolečenský děj komplikován milostným vztahem mezi vůdcem gézů Ferdinandem a dcerou místodržícího Eleonorou. Pro Hickelovo politické přesvědčení je charakteristické, že Mořský geus nekončí tragicky, jak je obvyklé u „velké opery“, nýbrž přejímá optimistický závěr „osvobozenecké opery“, jako jsou Beethovenův Fidelio, Cherubiniho Vodař nebo Rossiniho Vilém Tell. S ohledem na dobové postavení ženy je zajímavá postava Eleonory: nejen že podobně jako Leonora ve Fideliovi osvobodí svého milého, ale postaví se sama v čelo gézského oddílu a vítězství dovrší tím, že zastřelí hlavní zápornou postavu, dona Sandovala.
Toto libreto mělo sice své estetické vady, ale bylo dramaticky dobře vystavené a účinné, poskytovalo efektní situace i přitažlivé postavy. Nevyhovovalo zcela Škroupově skladatelské metodě ani jeho konzervativnějším politickým názorům – podle skladatelova životopisce J. Plavce Škroup „ubrušoval nejostřejší hrany textu“. Při zhudebnění vycházel ze sobě bližších tradic romantické německé a italské opery spíše než francouzského velkooperního stylu, který libreto naznačovalo; na některých místech však lze rozpoznat vliv německé novoromantické opery reprezentované ranějšími díly Richarda Wagnera, jehož dílo Škroup soustavně propagoval. Stylově je ostatně opera dosti nejednotná, instrumentace místy velmi přiléhavá, ale trpící skladatelovým důsledným příklonem k homofonii.
Partitura Mořského geuse byla dokončena někdy v létě roku 1851 a v následující sezóně nastudována. Premiéra se konala za řízení skladatele 29. listopadu 1851. U obecenstva měla největší ohlas z dosavadních Škroupových oper; skladatel byl několikrát vyvolán na scénu. Brzy následovaly čtyři reprízy, čímž nejúspěšnější operní novinkou sezóny 1851/52. Znovu byla zařazena na program na jaře roku 1853, kdy titulní úlohu po Josefu Reichelovi převzal populární pěvec Franz Stéger. Zpíval svou úlohu čtyřikrát v celé opeře a kromě toho ještě dvakrát v samostatném nejúspěšnějším 3. jednání, které si zvolil i jako součást své benefice na odchodnou. K propagaci hudby z této opery přispěl i při soukromých koncertech a zejména píseň O schöne, gold'ne Jugendzeit se díky němu značně rozšířila.
I kritický ohlas byl příznivý, oceňována byla živost libreta i partitury a Mořský geus byl považován za Škroupovu nejlepší operu. Zvláště oceňovány byly obě árie Eleonory, hudební charakteristika Margarethy či houslové sólo; idylicko-komické scény s hostinským a jeho ženou byly považovány za ukázku zvláštního Škroupova talentu v této oblasti. I český časopis Lumír, Škroupovi nepřátelským přinesl příznivou kritiku, byť s určitými ostny: Jest v ní mnoho dobrých, ba výtečných článků – z všelijakých novějších i starších zpěvoher rozličných mistrů. Celek jest effektu plný a řemeslně zpracovaný a musí se za nejzdařilejší ze všech nám známých oper Škroupových považovati. Jest živější a čilejší a ne tak kožená jako starší zpěvohry téhož skladatele. P. Škroup jest na lepší dráze, než posud byl, a nahradil, co geniu scházelo, velkou pilností. Provozování bylo pilné a pochvala ze strany obecenstva dost velká.

## Další inscenace
Po úspěchu Mořského geuse v Praze se Škroup pokoušel o jeho prosazení na jiných jevištích. 28. srpna 1852 měl premiéru v Brně. Úspěch u obecenstva se zde neopakoval, opera byla po dvou reprízách stažena. Kritika byla nepříznivá: „Důvod spočívá zřejmě z největší části v tom, že neznámá čísla jsou mdlá a nudná a některá pěkná čísla jsou již příliš známá, neboť v opeře se hemží reminiscence z děl starších i novějších skladatelů.“ (Allgemeine Theater-Chronik, Leipzig).
Toto přijetí zamezilo další kariéře Mořského geuse. Operu přijalo vídeňské Divadlo u Korutanské brány, o faktickém uvedení však literatura nehovoří, a rovněž úsilí skladatele o její uvedení v Lipsku bylo marné. V červenci 1853 ji však uvedlo městské divadlo v Linci.
Když Škroup roku 1860 převzal vedení německé opery v Rotterdamu, uvedl zde posléze i svou operu, která svým námětem z nizozemské historie mohla být pro domácí obecenstvo přitažlivá. Premiéra se konala 17. dubna 1861 a úspěch předčil skladatelova očekávání. Rotterdamské obecenstvo, na jehož klid a vlažnost si Škroup obvykle stěžoval, Mořského geuse přijalo s nadšením, a to i díky výkonu slečny Keinzlové v roli Eleonory. Řada čísel musela být opakována, skladatel byl vyvolán na jeviště třikrát při zvednuté oponě a poté ještě dvakrát po skončení představení. O dva dny později se opera opakovala jako Škroupova benefice při vyprodaném divadle.
Škroup povzbuzen tímto přijetím jednal před začátkem nové sezóny znovu o uvedení své opery v Kasselu a Frankfurtu nad Mohanem. Ale jeho zdraví se rychle zhoršovalo a 7. února 1862 v Rotterdamu zemřel. Při tryzně, kterou na jeho počet uspořádalo Rotterdamsche Schouwburg, se hrála mimo jiné předehra a závěrečný sbor z Mořského geuse, a to s takovým úspěchem, že se sbor musel opakovat. To byla ale nadlouho poslední připomínka této opery.
Až po dlouhé době byla uvedena v poloscénické podobě ve Stavovském divadle v roce 2003 (premiéra 27. března a jedna repríza 2. června), a to v rámci projektu Český triptych 1 - Předsmetanovská opera.

## Osoby a první obsazení
| osoba                                                                     | hlasový obor | premiéra (29.11.1851)     |
| ------------------------------------------------------------------------- | ------------ | ------------------------- |
| Richard, hrabě von Griethuizen, místodržící v Antverpách                  | bas          | Karel Strakatý            |
| Eleonore, jeho dcera                                                      | soprán       | Eugenie Fischer           |
| Don Sandoval Mendoza, velitel španělských oddílů v citadele               | baryton      | Eduard Kunz               |
| Ferdinand van den Berghen, náčelník mořských geusů                        | tenor        | Josef Reichel             |
| Brederode, vůdce geusů                                                    | tenor        | Josef Emminger            |
| Coulembourgh, vůdce geusů                                                 | baryton      | František Hynek           |
| Van Dünen, vůdce geusů                                                    | bas          | Ignác Illner              |
| Vangrip, hostinský pobřežní krčmy                                         | bas          | František Brava           |
| Margarethe, jeho žena                                                     | mezzosoprán  | Ida Francisca Schwarzbach |
| Wilrich, starý vysloužilec ve službách místodržícího                      | bas          | Wilhelm Versing           |
| Marnix, španělský důstojník                                               | …            | Nowak                     |
| Hosté, Španělé, Nizozemci, geusové, vojáci, pážata, lid                   |              |                           |
| Dirigent: František Škroup, režisér Josef Forst, choreograf Lájos Kilányi |              |                           |

## Děj opery

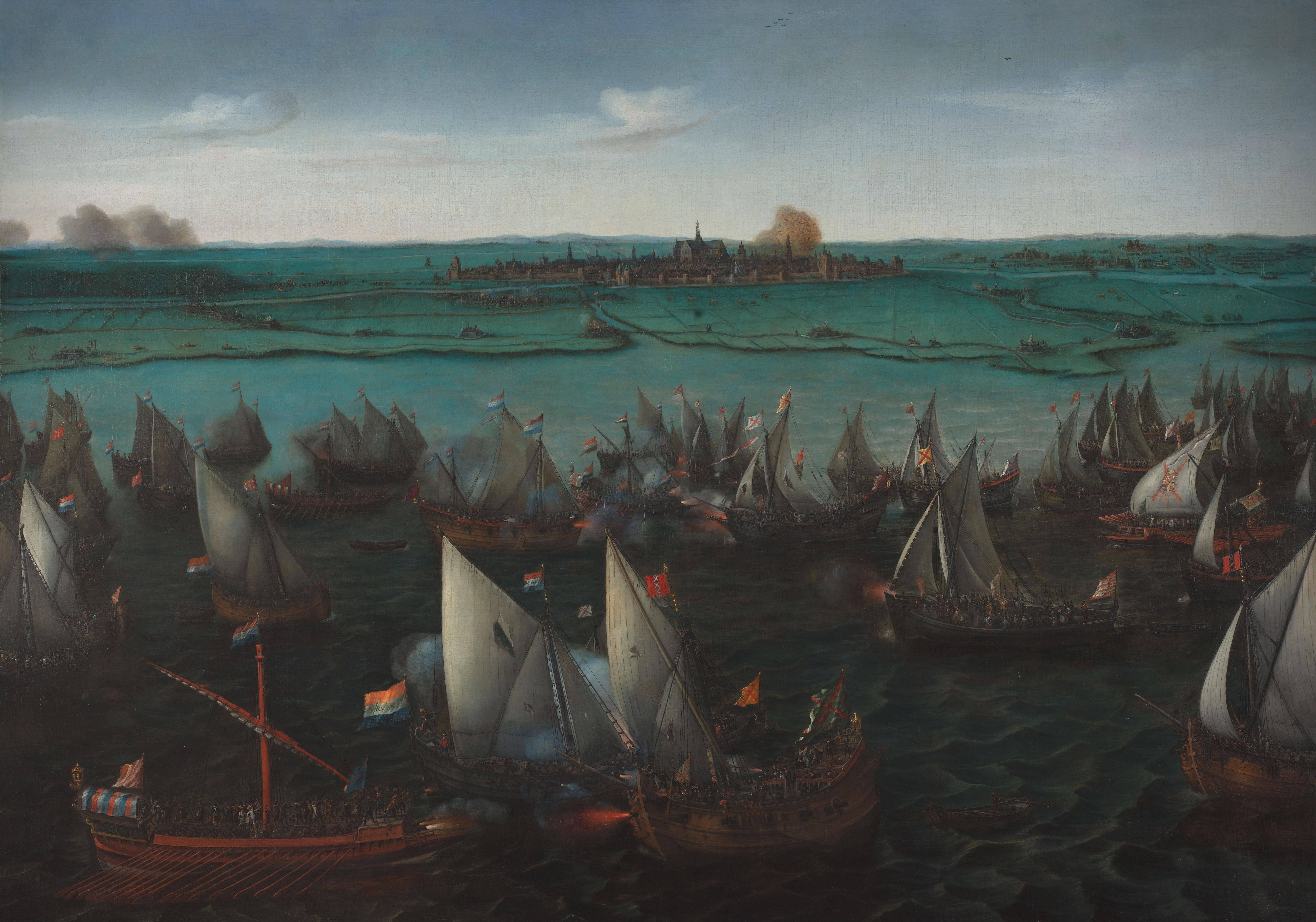
Námořní bitva mořských gézů a Španělů na Haarlemském moři r. 1573 (obraz Hendrika Corneliszoona Vrooma)

### 1. dějství
(Síň na zámku místodržícího v Antverpách) Sloužící zdobí síň k oslavě zásnub dcery místodržícího Richarda, spanilé Eleonory, s velitelem španělské posádky ve městě, donem Sandovalem (sbor Windet zum Kranze die duftigen Blüten). Starý vysloužilec a nizozemský vlastenec Wilrich ale žehrá na ženicha místodržitelovy dcery (píseň Ich hasse sie, der Niederländer Henker… Flammberg heraus!).
Přichází Eleonora doprovázená svou důvěrnicí Margarethou. Nevěsta se svěřuje se svým zármutkem: z poslušnosti k otci svolila k sňatku, je ale zamilována do jiného. Margarethe ji utěšuje (duet (Mag sich der mit Grillen plagen). Vcházejí místodržitel, don Sandoval a kapucínský mnich, který důstojníkovi právě přinesl dopis od vévody z Alby, jenž posílá antverpské posádce posily proti hrozícímu útoku povstalců (gézů). Sandoval ale netuší, že posel je ve skutečnosti přestrojený vůdce gézů Ferdinand, Eleonořina tajná láska (arieta Ferdinanda Gott schütze seinen Priester! a kvintet Nicht lange mehr soll diese Schaar).
Když Ferdinand osamí, zpívá o lásce k vlasti a nenávisti ke Španělům, zejména ke svému soku v lásce Sandovalovi (árie Geh! nur hin, Feind, den ich hasse). Vrací se Margarethe a zprostředkovává Ferdinandovo setkání s Eleonorovu (milostný duet Eleonory a Ferdinanda Geliebter Freund! Du wagst dein Leben!). Na Margaretino varování se Ferdinand vzdaluje. Síň se opět zaplní svatebními hosty (sbor Es tönen die Glocken!). Don Sandoval připíjí Španělsku (Hoch heb den Becher!), ale v tom se vrací Ferdinand a vyráží mu pohár z ruky. A ním vtrhla do paláce skupina gézů a nastává šarvátka Španělů s Nizozemci.

### 2. dějství
(Vnitřek Vangripovy přístavní krčmy) Rozšafný hostinský Vangrip v klidu pokuřuje dýmku (kuřácká píseň Blas' ich den rauch aus meinem Pfeifchen). Z dřímoty jej vyruší nejprve, Ferdinand, který k malé radosti hostinského hodlá krčmu – jako již dříve vícekrát – využít k tajné bojové poradě gézů. Jen co se vzdálí, přichází Sandoval. Dozvěděl se totiž, že zde má mít Eleonora s někým schůzku, a zuří žárlivostí (árie Ich liebe sie; es fiel der glüh'nde Funken). Vyděšeného Vangipa donutí, aby jej ukryl a ponechal mu otevřeny zadní dveře. Margarethe přivádí Eleonoru (písně Worin hab' ich gefehlet a Liebt ein Mann ein armes Mädchen) a dává se do manželské půtky s Vanrgipem (duet Holdes Weibchen, Turteltäubchen). Ferdinand se znovu shledává s Eleonorou, která jej marně zrazuje od bojových plánů (duet Sie ist allein! Eleonore!). Ve chvíli osamění dává Eleonore průchod svému rozrušení (romance Ich sah des Glückes reizen Bild).
Vůdcové gézů se scházejí a přísahají pomstu Španělům (kvartet se sborem Hör' den Schwur der Rache, Gott!). Ale jejich plány vyslechl ukrytý Sandoval, který se vrací s vojenským oddílem a přítomné povstalce zajímám (finále Im Namen des Königs, ihr seid gefangen).

### 3. dějství
(Síň v paláci místodržitele) Eleonora o samotě nejprve zoufá, pak se modlí k Bohu a nalézá v sobě odvahu; činí předsevzetí osvobodit Ferdinanda (recitativ O grausames Geschick a árie Dein ist die Macht… Zum Kampf! Zum Kampf!). Přichází Margarethe zvěstovat Eleonoře, že Sandoval odsoudil povstalce k smrti. Eleonor s ní odchází vyburcovat lid (duet Es murrt das Volk, es reißt an seinen Ketten).
(Proměna – místo před hradbami Antverp) Lid hořekuje nad údělem vlasti (sbor Theure Heimath uns'rer Väter). V průvodu v čele se Sandovalem jsou vedeni Ferdinand a ostatní gézští velitelé na popraviště. Důstojník předčítá rozsudek. Ferdinand hrdinsky přijímá smrt a ubezpečuje Sandovala, že Eleonora jej nikdy nepřijme za svého manžela (duet Ferdinanda a Sandovala se sborem So sterben alle Feinde Spaniens). Průběh popravy se ještě snaží zvrátit místodržící, který prosí Sandovala o její odklad, dokud král nerozhodne o případné milosti (duet O haltet ein! Don Sandoval), Španěl je ale neoblomný.
V poslední chvíli ale zaútočí vojsko gézů a prostého lidu vedené Eleonorou (píseň Flammberg heraus!). Sandoval se pokouší probodnout Ferdinanda, je ale zastřelen kulkou z Eleonořiny pistole. Španělští vojáci jsou přemoženi, milenci si padnou do náruče a lid oslavuje svobodu (sbor Wir leben frei, wir leben treu).

## Nahrávky
- (2003) Der Meergeuse. Zpívají: (Richard) Miloslav Podskalský, (Eleonore) Eva Dřízgová, (Don Sandoval Mendoza) Ivan Kusnjer, (Ferdinand) Adam Zdunikowski, (Brederode) Václav Hajduch, (Coulembourgh) Jiří Hájek, (van Dünen) Eduard Exner, (Vangrip) Bohuslav Maršík, (Margarethe) Yvona Škvárová, (Wilrich) Richard Novák, (Marnix) Aleš Březina. Orchestr a sbor Národního divadla v Praze řídí Jaroslav Kyzlink. Živý záznam ze Stavovského divadla, neprodejné, CD1 41'09, CD2 60'54